# Akodon reigi
Akodon reigi е вид бозайник от семейство Хомякови (Cricetidae).

## Разпространение
Видът е разпространен в Бразилия и Уругвай.